# Xestia obtusa
Xestia obtusa är en fjärilsart som beskrevs av Adolph Speyer 1875. Xestia obtusa ingår i släktet Xestia och familjen nattflyn. Inga underarter finns listade i Catalogue of Life.